# 国家杜马
俄羅斯聯邦會議国家杜马（俄語：Государственная Дума Федерального собрания Российской Федерации），简称国家杜马（羅馬化：Gosudárstvennaya dúma），是俄羅斯的下議院，為俄羅斯聯邦會議兩個组成機構之一，有450個議席。國家杜馬是俄羅斯的常設立法機構，主要負責起草和制定國家法律。參加議員的資格為最少21歲以上的公民，任期五年。

## 沿革

### 名称由来
“杜马”源于俄文的；而又来源于俄文动词，意为“考虑”或“思考”。

### 城市杜馬
從1870年開始歐俄地區開始建立地方自治的城市區劃，所有屋主、納稅的手工業技工和工人依其財富狀況被政府依序登記在戶口，再經過估算來劃分三個等級，各自代表三大群體向城市杜馬派出代表，每個群體的代表人數相近，城市的行政權由民選的首席市長和一位經理（uprava）來領導，而這些人是由民選的杜馬議員組成。然而沙皇亞歷山大三世在1892年到1894年頒布法令，每個自治地區的城市杜馬必須聽命於政府派任的總督；在1894年城市被限制越來越多權力，但在西伯利亞以及高加索地區設立一些市鎮。

### 帝國杜馬
受到1905年俄國革命的影響，於同年8月6日謝爾蓋·維特發表宣言召開國家杜馬，在最初杜馬不過被認為是中国清末立憲運動产物資政院的「类似」產品，在《十月宣言》發布之後，沙皇尼古拉二世承諾這個議會將用以維護人民基本自由，國家杜馬會在各界廣泛的參予下組成，國家杜馬將被賦予監督以及立法大權。
然而尼古拉二世其實還是想保留君主專制的權力，杜馬為立法機構，卻在杜馬成立以前，沙皇就先頒佈了憲法，其中明定君主未喪失大臣（部長）的任命權，也不用向杜馬負起行政上的政治責任，甚至可以隨心所欲的解散議會，此規範為日後的第一次世界大戰中沙皇與杜馬的對立進而導致二月革命埋下遠因。

### 現代國家杜馬
國家杜馬是俄羅斯聯邦會議（國會）的下議院，而上議院俄羅斯聯邦委員會是非民選。在1993年的危機後，制定新憲法，其中第95條規定杜馬有450個席次，依據第96條每四年改選一次，在08年年底改為五年一屆，在1993年、1995年、1999年以及2003年一半的席次採比例代表制，另一半採單一選區選舉，然而在2007年杜馬選舉採用新制度：全部450個席次全部改為政黨比例代表制，依據憲法第97條俄國公民需年滿21歲才能角逐杜馬議員的選舉，政黨須得票7%才可進入杜馬，但2016年再度改回之前的選舉制度，政黨得票門檻由7%降至5%。

### 禁止官員擁有國外帳戶
俄羅斯國家杜馬（議會下院）於2013年4月25日以壓倒性多數通過法案，禁止官員擁有國外帳戶和股票。

## 運作

### 選舉方式
其選舉方式從1993年混合制實施十多年後，2005年5月，在當時普京總統的主導下，俄羅斯國會修改法律，將選舉制度由混合制改為政黨名單比例代表制。在新的選舉制度下，全部的450名國家杜馬議員皆由以全國為範圍的政黨名單比例代表制選舉產生，且將政黨比例分配席次門檻由原本的5％提高為7％。2016年修改選舉法，把政黨比例分配席次門檻降為5%，並重新實行混合制。

### 
根據俄羅斯憲法，下議院的職權包括：
- 通過法律，得聯邦委員會（上議院）唱名，由總統簽署生效；
  - 以三分之二多數方式通過修改憲法；
- 以三分之二多數推翻聯邦委員會對法案的否決；
- 會同聯邦委員會四分之三，以三分之二多數推翻總統對法案的否決；
- 通過或否決總統對總理的提名；
- 委任副審計長及一半審計官；
- 以三分之二多數通過彈劾總統議案。

### 历届选举结果

#### 2007年
| 政黨             | 議員數 | 選票比例 |
| 統一俄羅斯       | 315    | 64.30%   |
| 俄罗斯联邦共产党 | 57     | 11.57%   |
| 俄罗斯自由民主党 | 40     | 8.14%    |
| 公正俄罗斯党     | 38     | 7.74%    |
| 其他             | 0      | 0%       |
| 總計             | 450    | 100%     |

#### 2011年
| 政黨             | 議員數 | 選票比例 |
| 統一俄羅斯       | 238    | 49.54%   |
| 俄罗斯联邦共产党 | 92     | 19.16%   |
| 公正俄罗斯党     | 64     | 13.22%   |
| 俄罗斯自由民主党 | 56     | 11.66%   |
| 其他             | 0      | 0%       |
| 總計             | 450    | 100%     |